# Zatoka Gaecka
Zatoka Gaecka a. Zatoka Gaetańska (wł. Golfo di Gaeta) – zatoka morska, położona na południowo-zachodnim wybrzeżu Włoch, stanowi część Morza Tyrreńskiego. Od północy ograniczona jest Przylądkiem Circeo, od zachodu i południa Wyspami Poncjańskimi i wyspą Ischia.
Nazwa zatoki pochodzi od pobliskiego miasta Gaeta, największą rzeką uchodzącą do zatoki jest Volturno.